# Thawte
Thawte Consulting es una empresa especializada en certificados de seguridad digitales por Internet. Thawte fue fundada en 1995 por Mark Shuttleworth en Sudáfrica y ahora es una de las mayores empresas en su sector.
En 1999 VeriSign compró las acciones de Thawte a Shuttleworth por 575 millones de dólares lo que permitió a Shuttleworth ser el segundo turista espacial, y fundar el proyecto Ubuntu.